# Sale temps pour les maris

Sale temps pour les maris (Dead Husbands) est un téléfilm américain réalisé par Paul Shapiro, diffusé en 1998.

## Synopsis
Une jeune femme est mariée avec un homme mais, par la suite, elle va rejoindre un club de misandres qui supprime les conjoints.

## Fiche technique
- Titre original : Dead Husbands
- Réalisation : Paul Shapiro
- Scénario : Bob Randall
- Musique : Jonathan Goldsmith
- Directeur de la photographie : Frank Tidy
- Pays : États-Unis
- Durée : 90 min
- Genre : Comédie/Comédie noire

## Distribution
- Nicollette Sheridan (VF : Emmanuelle Bondeville) : Alexandra Elston
- John Ritter : Docteur Carter Elston
- Amy Yasbeck : Betty Lancing
- Sonja Smits : Sheila Feinstein
- Sheila McCarthy : Jane Armitage
- Donna Pescow : Rosemary Monroe
- Sherry Miller : Nicole Allison
- Bill MacDonald : Détective Winitsky
- Kenneth Welsh : Chase Woodward
- Erin Chandler : Nancy Abbott